# Herb Domagnano

Herb Domagnano

Herb grodu Domagnano (Castello di Domagnano) przedstawia na tarczy francuskiej w błękitnym polu zielone wzgórze ze złotymi ruinami wieży, u podstawy idący srebrny wilk.
Herb przyjęty został w obecnej wersji (wraz z flagą) 28 marca 1997 roku.
Poprzednia wersja herbu z 1944 roku różniła się od obecnej bardziej realistycznym rysunkiem godeł i barwą idącego wilka (był czarny).
Herb nawiązuje do zdobytego w 1463 roku w wojnie z rodziną Malatestów wzgórza Montelupo (278 m n.p.m.), na szczycie którego znajdowała się baszta o dużym znaczeniu strategicznym, zwana Torraccią.